# Raimo Heino
Raimo Isma Heino, född 13 september 1932 i Helsingfors, död där 30 november 1995, var en finländsk skulptör.
Heino studerade vid Fria konstskolan 1953–1956 och vid Finlands konstakademis skola 1954–1957. Han utexaminerades som teckningslärare från Konstindustriella läroverket 1963.
Som skulptör blev Heino mest känd som en kunnig och flitig medaljkonstnär (inalles 216 medaljer) med en personligt humoristisk och realistisk stil. Till hans starka sidor hörde också miniatyrskulpturer. Bland hans offentliga arbeten märks bland annat en porträttbyst av Väinö Linna i Tammerfors arbetarteater, Georg Malmsténs minnesmärke i Helsingfors och en serie reliefer i brons i polis- och tingshuset i Joensuu. Han hade även utbildat sig i målarkonsten och grafiken och var verksam som tecknare.
Heino var 1965 en av Gillet för medaljkonst i Finlands stiftande medlemmar. Han deltog aktivt i konstnärernas organisationsliv och var bland annat ordförande i statens bildkonstkommission 1977–1979, Konstnärsgillet i Finland 1970–1972 och 1974–1977 samt i Bildhuggarförbundet 1973–1974. Han utsågs till Konstnärsgillets hedersmedlem 1992. År 1985 erhöll han Pro Finlandia-medaljen.

## Utmärkelser
- Officer av Arts et Lettres-orden,  1983[2]
- Pro Finlandia-medaljen av Finlands Lejons orden,  1985[2]

[Redigera Wikidata]